# ایستروبانکا
ایستروبانکا (انگلیسی: Istrobanka) شرکت خدمات مالی و بانکداری اسلواک است، که در سال ۱۹۹۲ تأسیس شد.